# Islamski pedagoški fakultet Univerziteta u Zenici
Islamski pedagoški fakultet u Zenici je visokoškolska ustanova koja djeluje u sastavu Univerziteta u Zenici. Fakultet je osnovan 28. avgusta 1993. odlukom Sabora Islamske zajednice u Bosni i Hercegovini, vrhovnog organa Islamske zajednice u Bosni i Hercegovini. Sjedište fakulteta se nalazi u Zenici. Dekan je prof. dr Halil Mehtić.

## Istorija
S obzirom na nedostatak kadrova iz oblasti islamske vjeronauke, predškolskog obrazovanja i predmeta blisko povezanih sa proučavanjem islama, Islamska zajednica u Bosni i Hercegovini se odlučila na osnivanje visokoškolske ustanove koja će biti sastavni dio Islamske zajednice a obrazovaće kadrove koji će svojim radom unapređivati istu i doprinjeti jačanju vjerskog života u Bosni i Hercegovini. Vodeći se tim ciljevima, Sabor je 28. avgusta 1993. donio odluku o osnivanju Islamske pedagoške akademije. 
Isti organ Islamske zajednice je 12. oktobra 1993. donio i Odluku o imenovanju predsjednika i članova Upravnog odbora Akademije.
Po osnivanju Upravnog odbora Akademije izrađeni su pravni akti Akademije a 3. novembra 1993. godine za vršioca dužnosti prvog dekana Akademije imenovan je prof. Nusret Isanović.

## Nastava i odsjeci
Studij na fakultetu je usklađen sa bolonjskim principom. Studij na različitim odsjecima se obavlja na I, II i III ciklusu.

### Odsjeci
Na Islamskom pedagoškom fakultetu uspostavljeni su sljedeći studijski odsjeci:
1. Odsjek za islamsku vjeronauku
2. Odsjek za socijalnu pedagogiju
3. Odsjek za predškolski odgoj i obrazovanje
4. Odsjek za arapski jezik i književnost

Na prva tri studijska odsjeka, studij se obavlja kroz sva tri ciklusa dok se studij Arapskog jezika i književnosti, koji je najmlađi uspostavljeni odsjek, realizije kroz dodiplomski i master studij tj. na I i II ciklusu studija.

### Katedre
Među mnogim katedrama Univerziteta u Zenici unutar kojih se realizuje nastavni plan i program, na Islamskom pedagoškom fakultetu postoje i četiri matične katedre a to su:
1. Katedra za vjerske znanosti
2. Katedra za islamsku misao i civilizaciju
3. Katedra za socijalnu pedagogiju
4. Katedra za orijentalne jezike i književnost

## Spoljašnje veze
- Zvanični veb-sajt